# Fenilalanina 4-monoossigenasi
La fenilalanina 4-monoossigenasi è un enzima appartenente alla classe delle ossidoreduttasi, che catalizza la seguente reazione:
L-fenilalanina + tetraidrobiopterina + O2 ⇄ L-tirosina + 4a-idrossitetraidrobiopterina
Il sito attivo contiene ferro (II) mononucleare.  La reazione coinvolge un arene ossido che si modifica per fornire il gruppo idrossi fenolico. Questo porta alla migrazione dell'idrogeno del C-4 al C-3. Questo processo è conosciuto come spostamento NIH-. La 4a-idrossitetraidrobiopterina generata può deidratarsi in 6,7-diidrobiopterina, sia spontaneamente che mediante l'azione della idrossitetraidrobiopterina deidratasi (numero EC 4.2.1.96). La 6,7-diidrobiopterina può essere ridotta enzimaticamente a tetraidrobiopterina, dalla 6,7-diidropteridina reduttasi (numero EC 1.5.1.34), oppure lentamente si trasforma nel composto più stabile 7,8-diidrobiopterina.
Nel caso di una mutazione genetica che si traduca in una carenza o assenza dell'enzima fenilalanina 4-monoossigenasi si osserva un eccessivo accumulo di fenilalanina nell'organismo. Questo disturbo del metabolismo degli amminoacidi causa una sindrome clinica nota come fenilchetonuria.